# UCI Oceania Tour 2024
UCI Oceania Tour 2024 – 20. edycja cyklu wyścigów kolarskich UCI Oceania Tour.
W kalendarzu 20. edycji cyklu Oceania Tour znalazło się 3 wyścigów rozgrywanych między 10 a 25 stycznia 2024.

## Kalendarz
Opracowano na podstawie:
| UCI Oceania Tour 2024 | UCI Oceania Tour 2024 | UCI Oceania Tour 2024     | UCI Oceania Tour 2024 | UCI Oceania Tour 2024                   | UCI Oceania Tour 2024            | UCI Oceania Tour 2024               | UCI Oceania Tour 2024 |
| Data                  | Państwo               | Wyścig                    | Kat.                  | Zwycięzca                               | Drugie miejsce                   | Trzecie miejsce                     |                       |
| --------------------- | --------------------- | ------------------------- | --------------------- | --------------------------------------- | -------------------------------- | ----------------------------------- | --------------------- |
| 10 – 14 stycznia 2024 | Nowa Zelandia         | New Zealand Cycle Classic | 2.2                   | Aaron Gate (Nowa Zelandia)              | Elliot Schultz (Team BridgeLane) | Ollie Jones                         |                       |
| 20 sty                | Nowa Zelandia         | Gravel and Tar Classic    | 1.2                   | Josh Burnett (MitoQ-NZ Cycling Project) | Boris Clark (Nowa Zelandia)      | Tali Lane Welsh (CCACHE x Par Küp)  |                       |
| 25 sty                | Australia             | Surf Coast Classic        | 1.1                   | Biniam Girmay (Intermarché-Wanty)       | Elia Viviani (Ineos Grenadiers)  | Corbin Strong (Israel-Premier Tech) |                       |